# Бершик
Бершик — упразднённый посёлок в Красноярском районе Астраханской области России. Входил в состав Бузанского сельсовета. Исключен из учётных данных в 1998 г.

## География
Посёлок располагался в Волго-Ахтубинской пойме, на правом берегу реки Бузан (рукав реки Волги) между селом Новоурусовка и посёлком Верхний Бузан.
Климат умеренный, резко континентальный. Характеризуется высокими температурами летом и низкими — зимой, малым количеством осадков, а также большими годовыми и летними суточными амплитудами температуры воздуха.

## История
После революции 1917 года посёлок вошел в состав Новоурусовского сельсовета Разночинской волости Красноярского уезда. С июля 1925 года в составе Разночинского района; с мая 1927 года — Замьяновского, а с мая 1927 года — Красноярского. В 1960 году Новоурусовский сельсовет был упразднен и посёлок вошел в состав Бузанского сельсовета. Исключен из учётных данных законом Астраханского облсобрания от 18 мая 1998 года № 18.